# Лоу, Джейсон
Дже́йсон Джон Ло́у (англ. Jason John Lowe; родился 2 сентября 1991 года в Уигане) — английский футболист, выступающий за «Солфорд Сити». Является центральным полузащитником, но может также сыграть на позиции правого крайнего защитника.

## Клубная карьера

### «Блэкберн Роверс»
Лоу перешёл в молодёжную академию клуба «Блэкберн Роверс» в возрасте 12 лет. Он выступал за молодёжный и резервный составы клуба, а 4 сентября 2009 года подписал свой первый профессиональный контракт (в тот же день профессиональный контракт с клубом подписал Фил Джонс).
Дебют Лоу за основной состав «Блэкберна» состоялся 8 января 2011 года в матче Кубка Англии против «Куинз Парк Рейнджерс». 15 января того же года Лоу дебютировал в Премьер-лиге в матче против «Челси», заменив на 24-й минуте получившего травму Дэвида Данна.
24 марта 2011 года на правах аренды перешёл в «Олдем Атлетик» до окончания сезона. Сыграл за клуб семь матчей, забив в них два гола.
В сезоне 2011/12 продолжил выступать за «Блэкберн». 17 сентября 2011 года впервые в своей карьере вышел в стартовом составе своей команды в матче Премьер-лиги. Это был матч против лондонского «Арсенала», в котором «Блэкберн» одержал победу со счётом 4:3. 27 октября подписал с «Блэкберном» пятилетний контракт.
Перед началом сезона 2016/17, когда «Блэкберн» уже был представителем Чемпионшипа, менеджер команды Оуэн Койл назначил Джейсона капитаном команды после того, как другой воспитанник «бродяг», носивший капитанскую повязку, Грант Хэнли, ушёл в «Ньюкасл Юнайтед». В конце чемпионата «Блэкберн Роверс» вылетел в Лигу Один. Контракт Лоу подошёл к концу и футболист решил покинуть клуб.

### «Бирмингем Сити»
31 августа 2017 года Джейсон Лоу подписал однолетний контракт с «Бирмингем Сити». Он дебютировал в стартовом составе «Бирмингем Сити» в гостевом матче против «Норвич Сити». Джейсон провёл в игре 78 минут и получил жёлтую карточку, а его команда потерпела поражение со счётом 0:1. Спустя неделю футболист появился на поле в домашней встрече, где получил травму подколенного сухожилия, выбыв на длительный срок.
В конце сезона 2017-2018 Джейсон Лоу был отпущен на правах свободного агента.

### «Болтон Уондерерс»
8 июня 2018 года футболист был представлен в качестве игрока «рысаков», поставив свою подпись под двухлетним контрактом. Дебют состоялся 4 августа в победном матче против «Вест Бромвич Альбион» - 2:1.

## Карьера в сборной
Лоу вызывался в сборную Англии до 19 лет, однако не сыграл за неё ни одного матча.
9 февраля 2011 года дебютировал за сборную Англии до 20 лет в матче против сверстников из Франции. После этого он принял участие в молодёжном чемпионате мира, в котором был капитаном англичан.
10 октября 2011 года Джейсон Лоу дебютировал в составе сборной Англии до 21 года в матче против Норвегии.